# Temurà
Temurà (en hebreu: מסכת תמורה) (transliterat: Masechet Temurà) és un tractat de la Mixnà i el Talmud, la major part d'aquest tractat, és una elaboració de la llei establerta a Levític 27:10, pel que fa a la dedicació d'un animal per al sacrifici.
A la llei jueva, la temurà és la prohibició d'intentar canviar un animal que ha estat santificat al Temple de Jerusalem, per un altre animal no santificat. Aquesta prohibició ha estat establerta a Levític 27:33. Segons la llei, tots dos animals són santificats, i la persona que els va canviar és castigada amb assots. Aquesta prohibició d'intercanvi va ser enumerada per Maimònides com a part dels 613 manaments. Els tres manaments relacionats amb ella són:
- 1) No s'ha de canviar a un animal que ha estat destinat al sacrifici.
- 2) L'animal ha de conservar la seva puresa ritual.
- 3) No s'ha de canviar a un animal per un altre tipus d'ofrena.

Aquestes prohibicions s'expliquen al Talmud de Babilònia, al tractat de Temurà, a l'ordre de Kodaixim.